# Paracalybistum intermedium
Paracalybistum intermedium là một loài bọ cánh cứng trong họ Cerambycidae.